# John Arthur Todd
John Arthur Todd (Liverpool, 23 de agosto de 1908 — Londres, 22 de dezembro de 1994) foi um geômetra britânico